# Star Wars: Galactic Battlegrounds
Star Wars: Galactic Battlegrounds là tựa game chiến lược thời gian thực (RTS) dựa theo loạt phim Star Wars do hãng LucasArts đồng phát triển và phát hành vào năm 2001. Đồng thời, hãng còn tung ra bản mở rộng Star Wars: Galactic Battlegrounds: Clone Campaigns vào năm 2002, bổ sung thêm hai phe phái cùng phần chiến dịch mới là Confederacy và Galactic Republic, còn có thêm các đơn vị quân, công trình và những nâng cấp mới khác. Phiên bản mở rộng được thiết kế và quản lý bởi Garry M. Gaber.
Game được xây dựng dựa trên engine Genie của Ensemble Studios, được sử dụng qua hai trò Age of Empires và Age of Empires II. Tính năng chơi trực tuyến chủ yếu chỉ chơi thông qua GameRanger, nhằm duy trì cơ sở người dùng nhỏ. Xu hướng chơi mạng chính thống đã bị tổn hại đáng kể sau khi Zone.com, trang web chính cho chơi trực tuyến, đóng cửa tất cả các game đĩa CD-ROM vào ngày 19 tháng 6 năm 2006 do vấn đề tài chính. Microsoft đã gợi ý rằng game có thể chơi trực tuyến được thông qua GameSpy hoặc GameRanger.

## Cách chơi
Lối chơi của game tương tự dòng game Age of Empires từ việc lấy nông dân thu thập tài nguyên, xây dựng nhà cửa, tạo lính, nâng cấp công nghệ rồi cuối cùng dẫn quân đánh bại và tiêu diệt đối phương. Tổng cộng có 6 dân tộc để người chơi lựa chọn là Galactic Empire, Rebel Alliance, Wookiees, Gungans, Royal Naboo và Trade Federation.
Chiến trường trong game đều diễn ra trên bộ, trên biển và trên không với khoảng 300 đơn vị và cấu trúc khác nhau. Bản đồ chiến trường lớn, cho phép người chơi huy động tới 200 đơn vị mỗi phe. Cũng như mọi trò RTS khác, ngoài việc xây dựng và củng cố quốc gia, người chơi còn phải nâng cấp các đơn vị lính để đạt tới sức mạnh cao nhất. Tài nguyên trong game nhìn chung không được phong phú nên người chơi phải cân nhắc cẩn thận trước khi quyết định xây dựng hay nâng cấp. Có tất cả bốn loại tài nguyên gồm lương thực, carbon, nova crystal và quặng, trong đó carbon giữ vị trí rất thiết yếu, chuyên dùng để xây dựng công trình và tạo pháo binh. Nova Crystal để tạo các đơn vị cấp cao đời cuối với những khả năng đặc biệt, còn lương thực chỉ dành cho các đơn vị lính cấp thấp, riêng quặng thì để tạo ra những công trình phòng thủ hữu hiệu.
Mỗi dân tộc đều có một ưu thế riêng không ai giống ai. Như phe Galactic Empire rất mạnh về các đơn vị người máy, Royal Naboo có kỹ thuật khai thác carbon nhanh và nhiều, Gungans lại có những đơn vị chiến đấu dưới biển rất mạnh, và Wookies thì có những chiến đấu cơ mạnh mẽ. Điều kiện chiến thắng không có gì mới mẻ ví dụ như tiêu diệt toàn bộ công trình và quân đội của kẻ địch, thu thập bảo vật, tính thời gian và cuối cùng là xây kỳ quan rồi giữ cho đến phút chót. Ngoài các chế độ chơi thông thường như chơi đơn và chơi nối mạng, nhà sản xuất còn cho phép người chơi tự tạo màn riêng với đơn vị tự chọn.

## Đón nhận
Star Wars: Galactic Battlegrounds nhận được đánh giá tích cực từ giới phê bình chuyên môn  và người hâm mộ. GameRankings chấm điểm cho game cỡ 77%, dựa trên 38 phương tiện truyền thông. GameSpot cho điểm 8.2/10, gọi nó là "sự hoàn hảo cho một thế hệ game thủ lớn lên cùng Star Wars". Tuy nhiên, Brian Gee của Game Revolution lại xếp game vào hạng "C" và nói rằng nó "chẳng có vẻ gì là Star Wars".